# Alta jerarquía
Alta jerarquía es el sexto álbum de estudio del cantante de reguetón Tito el Bambino. Fue publicado el 24 de noviembre de 2014 bajo los sellos discográficos On Fire Music, Siente Music y distribuido por Universal Music Latino. Contiene 16 canciones y colaboraciones con Andy Montañez, Antony Santos, Alexis & Fido, Chencho, Cosculluela, Nicky Jam, Ñengo Flow, Daddy Yankee, Randy, Vico C, Wisin, Yandel y Zion & Lennox.

## Recepción
El álbum debuto número 3 en Top Latin Albums vendiendo 3,000 unidades en su primera semana en Estados Unidos según Nielsen Music.

## Lista de canciones
| Edición estándar |                                                                    |                                               |          |  |
| N.º              | Título                                                             | Productor(es)                                 | Duración |  |
| 1.               | «Sólido»                                                           | Nérol · Sosa                                  | 2:56     |  |
| 2.               | «Como antes» (con Zion & Lennox)                                   | Nérol · Sosa                                  | 3:55     |  |
| 3.               | «Controlando»                                                      | Nérol · El Nandez                             | 2:52     |  |
| 4.               | «A que no te atreves» (con Chencho)                                | Haze                                          | 3:06     |  |
| 5.               | «Adicto a tus redes» (con Nicky Jam)                               | Nérol · Sosa                                  | 3:17     |  |
| 6.               | «Miénteme» (con Antony Santos)                                     | Nérol · Antony Santos · Julio Santiago Matías | 4:36     |  |
| 7.               | «Él está celoso»                                                   | Nérol · El Nandez                             | 3:11     |  |
| 8.               | «Adicta al sexo» (con Randy)                                       | Nérol · Nico Canadá                           | 3:19     |  |
| 9.               | «Contigo»                                                          | Santana                                       | 3:31     |  |
| 10.              | «¿Qué les pasó?» (con Vico C)                                      | Nérol · Vico C                                | 3:34     |  |
| 11.              | «Compromiso» (con Alexis & Fido)                                   | Santana                                       | 3:17     |  |
| 12.              | «La calle lo pidió» (con Cosculluela)                              | Nérol · El Nandez                             | 3:30     |  |
| 13.              | «Ricos y famosos» (con Wisin y Ñengo Flow)                         | Luny Tunes                                    | 3:25     |  |
| 14.              | «A que no te atreves (Remix)» (con Chencho, Daddy Yankee y Yandel) | Haze                                          | 3:49     |  |
| 15.              | «Gatilleros» (con Cosculluela)                                     | Nérol · El Nandez                             | 2:48     |  |
| 16.              | «Hay que comer» (con Andy Montañez)                                | Nérol · Ramón Sánchez                         | 3:36     |  |
| 54:42            |                                                                    |                                               |          |  |

| Target Exclusive |                                                                                   |                   |          |  |
| N.º              | Título                                                                            | Productor(es)     | Duración |  |
| 17.              | «Pensando en ti»                                                                  | Nérol · Sosa      | 3:24     |  |
| 18.              | «La calle lo pidió (Remix)» (con Cosculluela, J Álvarez, Nicky Jam, Wisin y Zion) | Nérol · El Nandez | 3:24     |  |
| 62:06            |                                                                                   |                   |          |  |

| Digital Bonus Track |                         |               |          |  |
| N.º                 | Título                  | Productor(es) | Duración |  |
| 17.                 | «Nena mala» (con Wisin) | Nérol · Haze  | 3:24     |  |
| 58:35               |                         |               |          |  |

## Créditos y personal
Adaptado de los créditos en el CD original.
- Efraín Fines Nevares – Artista principal, composición, productor ejecutivo.
- Ida Nevares (On Fire Music) – Booking, producción musical, productor ejecutivo.
- Eduardo Ramos – Masterización en Wave Mastering Studio.
- José “Hyde” Cotto – Mezcla (1, 9, 11, 13, 17 – digital).
- Edgar Segarra – Mezcla (2-18).
- Luis B. Nieves (Nérol) – Composición, grabación, producción (excepto 4, 9, 11, 13, 14).
- Michael Monserrate Sosa (Sosa) – Producción (1, 2, 5, 17).
- Jean Paul Hernández Cruz (El Nandez) – Producción (3, 7, 12, 15, 18).
- Julio Santiago Matías – Producción (6).
- Nico Canadá – Producción (8).
- Juan J. Santana Lugo – Producción (9, 11).
- Luny Tunes – Producción (13).
- Ramón Sánchez – Producción (16).
- William Ríos – Composición (1).
- Zion & Lennox – Artistas invitados (2).
- Henry Moreno (JP El Sínico) – Composición (3, 17 – digital).
- Mario Rivera (Mario VI) – Composición (3, 13, 17 – digital).
- Egbert Rosa Cintrón (Haze) – Composición, producción (4, 14, 17 – digital).
- Orlando J. Valle Vega – Artista invitado, composición (4, 12, 14, 18).
- Nick Rivera Caminero – Artista invitado, composición (5, 18).
- Antony Santos – Artista invitado, composición, producción (6).
- Randy Ortiz – Artista invitado, composición (8).
- José A. Torres Gocho – Composición (9).
- Luis A. Lozada Cruz – Artista invitado, composición, producción (10).
- Raúl Alexis Ortiz, Joel Martínez – Artistas invitados, composición (11).
- José Cosculluela – Artista invitado, composición (12, 15, 18).
- Edwin Rosa Vázquez – Artista invitado, composición (13).
- Juan Luis Morera – Artista invitado, composición (13, 18).
- Justin Quiles – Composición (14).
- Llandel Veguilla Malavé – Artista invitado, composición (14).
- Ramón Ayala Rodríguez – Artista invitado, composición (14).
- Andy Montañez – Artista invitado (16).
- J Álvarez – Artista invitado (18).
- Félix Ortiz Torres – Artista invitado, composición (18).

## Posicionamiento en listas
| Listas (2014)                        | Mejor posición |
| ------------------------------------ | -------------- |
| Estados Unidos (Latin Rhythm Albums) | 1              |
| Estados Unidos (Top Latin Albums)    | 3              |
| Estados Unidos (Top Rap Albums)      | 18             |

| Listas (2015)                     | Posición |
| --------------------------------- | -------- |
| Estados Unidos (Top Latin Albums) | 60       |